# Arre (Fluss)
Die Arre (im Oberlauf auch: Estelle) ist ein Fluss in Frankreich, der im Département Gard in der Region Okzitanien verläuft. Sie entspringt in den südlichen Cevennen, im Gemeindegebiet von Alzon, entwässert generell in östlicher Richtung und mündet nach rund 24 Kilometern an der Gemeindegrenze von Saint-André-de-Majencoules und Roquedur, gegenüber dem Ort Pont d’Hérault, das jedoch bereits zur Gemeinde Sumène gehört, als rechter Nebenfluss in den Hérault.

## Orte am Fluss
(Reihenfolge in Fließrichtung)
- Arre
- Bez-et-Esparon
- Molières-Cavaillac
- Avèze
- Le Vigan

## Hydrologie
Die mittlere Wasserführung des Flusses, gemessen am Pegel in Le Vigan, beträgt 5,4 m³/s. Sie ist jedoch starken jahreszeitlichen Schwankungen unterworfen, besonders im Sommer und nach starken Trockenperioden führt der Fluss kaum Wasser.